# 23120 Paulallen
23120 Paulallen este un asteroid din centura principală de asteroizi.

## Descriere
23120 Paulallen este un asteroid din centura principală de asteroizi. A fost descoperit pe 5 ianuarie 2000 la Fountain Hills (Arizona) de Charles W. Juels. Asteroidul prezintă o orbită caracterizată de o semiaxă mare de 2,62 ua, o excentricitate de 0,21 și o înclinație de 12,4° în raport cu ecliptica.